# Malters
Malters é uma comuna da Suíça, no Cantão Lucerna, com cerca de 6.183 habitantes. Estende-se por uma área de 28,57 km², de densidade populacional de 216 hab/km². Confina com as seguintes comunas: Entlebuch, Kriens, Lucerna, Neuenkirch, Ruswil, Schwarzenberg, Werthenstein.
A língua oficial nesta comuna é o Alemão.